# Z-Stoff
Z-Stoff (alemany: Substància Z) era el nom que designava un oxidant, compost per permanganat de potassi (KMnO4) o permanganat de sodi (NaMnO4), o fins i tot, permanganat de calci (Ca (MnO4) 2), barrejat amb aigua.

## Usos
Normalment es va utilitzar com a catalitzador del T-Stoff en els programes alemanys de motors de reacció, turbines walter i motors coet durant la Segona Guerra Mundial. La barreja utilitzada fou permanganat de sodi (Z-Stoff N) per a l'estiu i permanganat de calci (Z-Stoff C) per a l'hivern. La diferència entre ambdues va ser deguda principalment al punt de congelació d'aquestes dues barreges.
Z-Stoff es va utilitzar en el motor fred de l'avió Messerschmitt Me 163A. També en el motor auxiliar RATO Walter HWK 109-500 Starthilfe i en un derivació més petita de la unitat Starthilfe, el motor Walter HWK 109-507 usat en el míssil guiat anti-vaixell Henschel Hs 293.
El T-Stoff descompost per Z-Stoff fou també utilitzat habitualment per generar vapor per alimentar turbobombes del combustible en els motors d'avions com el Walter HWK 109-509 i motors de coets com la V-2
La reacció produeix diòxid de manganès (MnO2), que tendia a obstruir els generadors de vapor. Les generacions posteriors dels motors Walter van utilitzar un catalitzador en estat sòlid en lloc de la seva solució aquosa.